# Saints Row: The Third

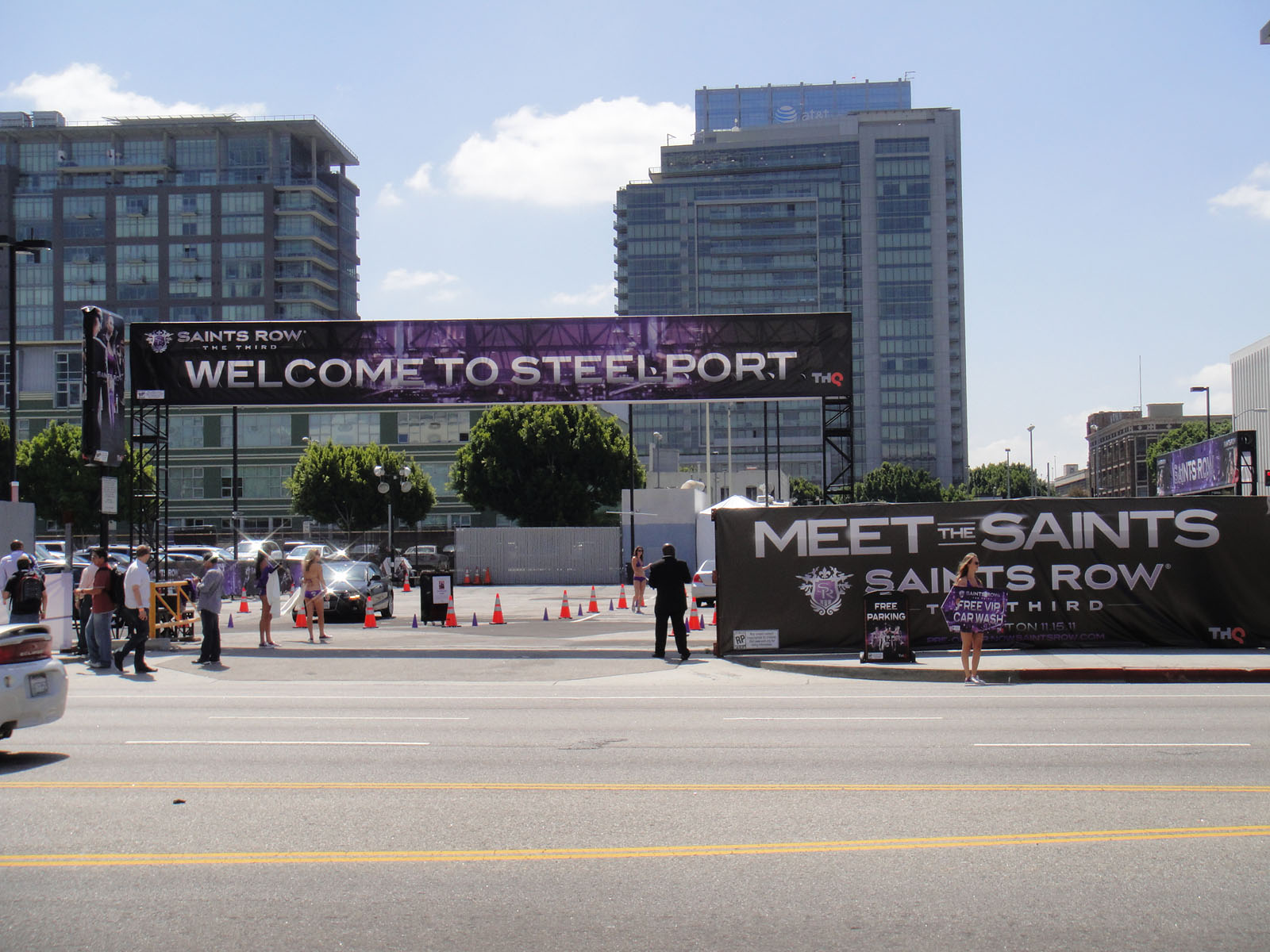
Saints Row: The Third podczas Electronic Entertainment Expo (2011)

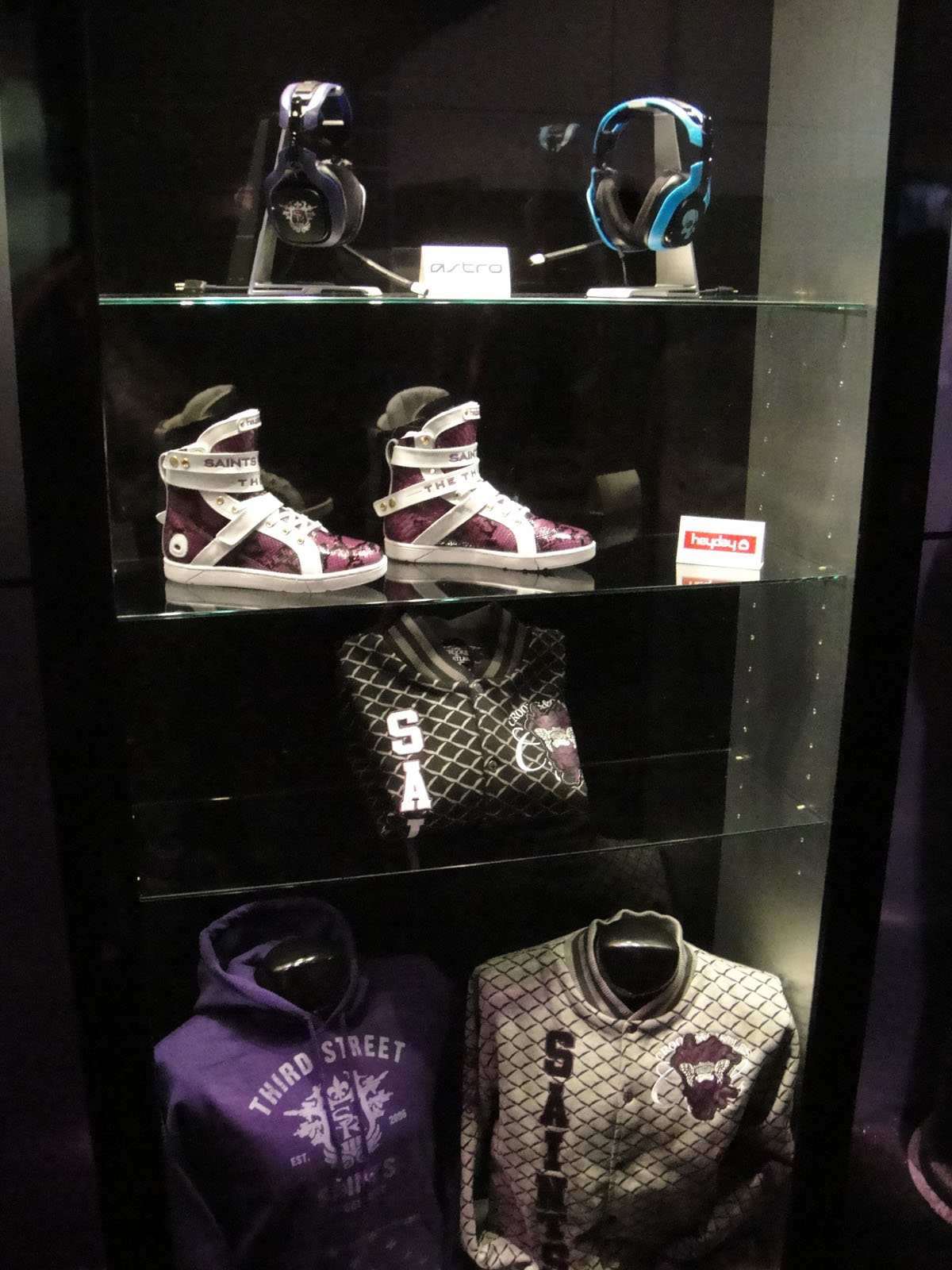
Saints Row: The Third podczas Electronic Entertainment Expo (2011)

Saints Row: The Third – przygodowa gra akcji z otwartym światem stworzona przez Volition oraz wydana przez THQ Inc. Jej premiera nastąpiła 15 października 2011 roku na platformy Microsoft Windows, PlayStation 3 oraz Xbox 360. Trzecia część z serii gier Saints Row. Gra doczekała się swej kontynuacji w kolejnej grze serii, Saints Row IV.
Fabuła gry skupia się na rywalizacji gangu Świętych z międzynarodowym syndykatem, pozostałymi gangami ulicznymi oraz organizacją Special Tactical Anti-Gang.

## Fabuła
Gracz wciela się w bohatera poprzedniej części serii, przywódcy organizacji Świętych z Trzeciej Ulicy. Razem z Johnnym Gatem, Shaundi i wieloma innymi gangsterami podejmuje on próbę utrzymania na wodzy swojej organizacji przestępczej, której potęga wytrwale tworzona w poprzednich odsłonach serii. Na przeszkodzie staje im utworzony międzynarodowy syndykat, na którego czele stoi „Jutrzenka” – zorganizowana grupa przestępcza zajmująca się między innymi wymuszeniami i haraczami.
Do syndykatu dołączają się również miejscowe gangi uliczne (Luchadores oraz The Deckers). Rywalizację wzmacnia również specjalna rządowa grupa, Special Tactical Anti-Gang – ma ona pozbyć się zorganizowanej przestępczości ze Steelport oraz okolic.

## Rozgrywka
Gra pozwala na korzystanie przez gracza wszelakich ulepszeń do broni, różnorodnych przebrań, a także pojazdów (które również można ulepszać) oraz umiejętności, które można odblokować za zdobyte punkty doświadczenia, tzw. „Szacunu”. Mają one nie tylko zastosowanie dla bohatera gry, ale również dla jego gangu.
Gra oferuje możliwość gry przez dwóch graczy jednocześnie (tzw. tryb kooperacji), umożliwiając podział zadań podczas wykonywania misji.

## Dodatki
Do gry zostało wydanych 19 dodatków, zawierających m.in. nowe bronie, pojazdy, stroje czy misje:
| Tytuł dodatku            | Data wydania      |
| ------------------------ | ----------------- |
| Unlockable Pack          | 14 sierpnia 2012  |
| Horror Pack              | 24 lipca 2012     |
| Genki Girl Pack          | 3 lipca 2012      |
| Witchers & Wieners Pack  | 12 czerwca 2012   |
| Penthouse Pack           | 22 maja 2012      |
| Steelport Gangs Pack     | 1 maja 2012       |
| Nyte Blayde Pack         | 10 kwietnia 2012  |
| Special Ops Vehicle Pack | 10 kwietnia 2012  |
| The Trouble with Clones  | 20 marca 2012     |
| Bloodsucker Pack         | 28 lutego 2012    |
| Gangstas in Space        | 21 lutego 2012    |
| Funtime! Pack            | 14 lutego 2012    |
| Money Shot Pack          | 14 lutego 2012    |
| Genkibowl VII            | 17 stycznia 2012  |
| Warrior Pack             | 20 grudnia 2011   |
| Explosive Combat Pack    | 9 grudnia 2011    |
| Z Style Pack             | 9 grudnia 2011    |
| Invincible Pack          | 18 listopada 2011 |
| Shark Attack Pack        | 18 listopada 2011 |